# Адунайский язык
Адунайский язык, или Адунаик (англ. Adûnaic) — вымышленный язык, разработанный Дж. Р. Р. Толкином. В легендариуме представляет собой язык дунэдайн Нуменора. Первый полноценный язык эдайн. Сложился к моменту переселения части эдайн в Нуменор на основе синдарина и примитивного наречия талиска, испытавшего, в свою очередь, сильное влияние нандорина и аварина. Заметны в адунаике вкрапления и других эльфийских языков.
Нуменорские правители, начиная с шестнадцатого по счёту короля, брали себе два имени — на квенья, как того требовала традиция, и на адунаике.
С падением Нуменора, адунаик постепенно выпал из обращения, так как выжившие нуменорцы, перебравшиеся в Средиземье, предпочитали говорить на синдарине. Тем не менее адунаик успел оказать определённое влияние на языки эдайн Средиземья, на его основе позднее сформировался так называемый всеобщий язык — вестрон, язык международного общения народов Средиземья.